# 懷卡雷湖
37°26′28.93″S 175°11′55.76″E / 37.4413694°S 175.1988222°E

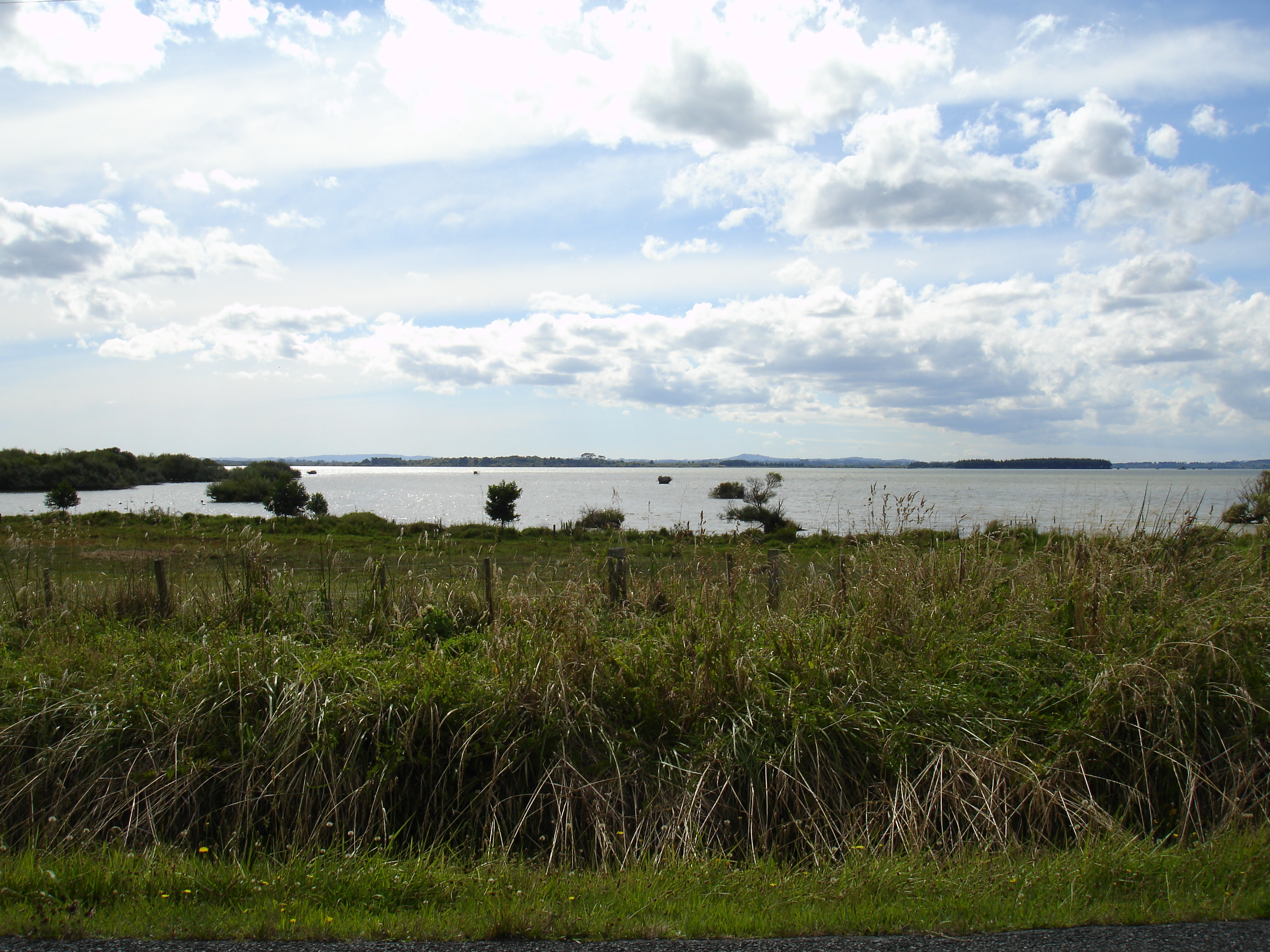

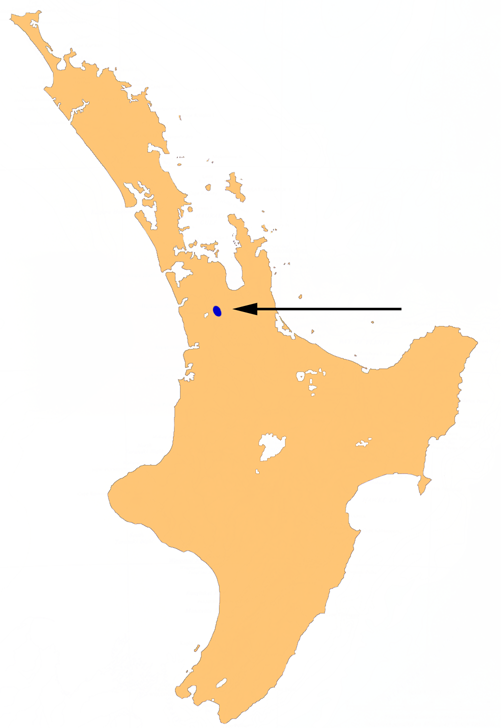

懷卡雷湖是新西蘭的湖泊，位於北島，距離漢密爾頓40公里，由懷卡托負責管轄，面積34平方公里，最大水深2米，該湖因淺水和化肥而水質不佳。

## 外部連結
- Lake Waikare at Lake Ecosystem Restoration New Zealand